# Российская орбитальная станция
Росси́йская орбита́льная ста́нция (РОС) — планируемая российская орбитальная станция, которая должна прийти на смену постоянному участию Российской Федерации в проекте МКС. 
Проект РОС (РОСС) разрабатывается специалистами РКК Энергия. Национальная российская орбитальная станция будет создаваться на основе модулей, изначально предназначавшихся для МКС: «НЭМ», «МЛМ» и «УМ» (последние два — аналоги запущенных в 2021 году модулей МКС), затем будут добавлены ещё два модуля: шлюзовой (ШМ) и трансформируемый (ТМ). Таким образом, всего станция будет состоять из пяти модулей, её масса составит 60 т. Станцию планируется впервые в истории земных ОС вывести на высокоширотную орбиту, чтобы она смогла работать в интересах России, накрывая траекторией весь земной шар, включая Арктику. Для этого придётся пойти на повышение энергозатрат при выводе на орбиту и повышение уровня радиации при пролёте станции через полярные области.

## Наименование
До середины 2022 года станция именовалась «РОСС» — Российская орбитальная служебная станция. С середины 2022 года станция значилась как «РОС» — Российская орбитальная станция.
28 августа 2022 года генеральный директор корпорации «Роскосмос» Ю. И. Борисов сообщил, что название станции может быть изменено после завершения ее проектирования.

## История
Хронология создания
| Вид работ                                                                 | Сроки                   |
| ------------------------------------------------------------------------- | ----------------------- |
| Официальное объявление о решении создания собственной орбитальной станции | 12 апреля 2021 года     |
| Эскизное проектирование                                                   | Август 2021 — лето 2023 |
| Завершение работ над научно-энергетическим модулем                        | 2025                    |

### 2014
Заявления о планах строительства Российской орбитальной станции появились в 2014 году, на фоне международной конфронтации и после заявлений политиков о возможном выходе России из программы МКС после 2020 года. В ноябре 2014 года сообщалось, что в рамках проекта развития пилотируемой космонавтики на период до 2050 год предлагается создание национальной станции на орбите Земли. Первоначальная конфигурация будет формироваться на базе многоцелевого лабораторного и узлового модулей, космического аппарата ОКА-Т, в дальнейшем возможна отработка энергетического и трансформируемого модулей, используемых в лунной программе.

### 2015
- Декабрь 2015: из обновленного варианта Федеральной космической программы (ФКП) на 2016—2025 годы были исключены практически все работы по пилотируемым полетам на Луну. В сравнении с проектом ФКП представленным в апреле 2015 года из перечня финансируемых программ исчезли проекты в том числе «Создание лунной орбитальной станции» (ОКР «ЛОС 1 этапа»)[9].

### 2018
- 19 ноября 2018 года генеральный конструктор пилотируемых программ России Евгений Микрин на конференции, посвященной 20-летию МКС, представил концепцию российской окололунной станции. В станцию, помимо пилотируемого корабля и посадочного модуля, должен войти базовый модуль со стыковочными узлами. В качестве базового модуля можно использовать узловой модуль «Причал» и Научно-энергетический модуль (НЭМ), которые сейчас создаются для МКС[10].
- 29 ноября 2018 из опубликованной презентации «Дорожной карты реализации Лунной программы», подготовленной генеральным конструктором пилотируемых комплексов Е. Микриным, следует, что в конце 2025 года с запуска базового модуля планируется начать строительство российской национальной станции на орбите Луны. В последующем к орбитальной станции будут стыковаться корабли и взлётно-посадочные модули для высадки космонавтов на поверхность Луны[11].
- 29 января 2019 года генеральный конструктор по пилотируемым космическим системам и комплексам Евгений Микрин, выступая на XLIII Королёвских чтениях, заявил, что Россия приступила к составлению концепции национальной окололунной станции. Он уточнил, что окололунная станция может быть и международной, но её строительство должно осуществляться на равноправных условиях[12].

### 2020
«Роскосмос» ждет от РКК «Энергия» предложений по национальной орбитальной станции, их рассмотрит научно-технический совет госкорпорации перед передачей в правительство.

### 2021
- 11 января 2021 года генеральный директор «Роскосмоса» Д. О. Рогозин сообщил, что новая орбитальная станция, скорее всего, будет посещаемой, а не обитаемой, поскольку это снизит расходы на её эксплуатацию; постоянное присутствие может быть оправдано только постоянной загрузкой станции задачами. По словам Рогозина, основные задачи, которые будут решаться на орбитальной станции — сборка сложных перелётных модулей, дозаправка кораблей и их ремонт, проверка работоспособности новых космических систем и аппаратуры в условиях открытого космоса, управление отдельными орбитальными группировками, а также установка полезной нагрузки, в том числе для дистанционного зондирования Земли, связи и ретрансляции. Космический туризм возможен на такой станции, но в объёме отдельного модуля[15].
- 13 января на сайте Совета РАН по космосу был опубликован текст заседания Совета от 25 ноября 2020 года[16], в которых указывается, что из-за неизбежного увеличения трат на поддержание эксплуатации МКС необходимо спроектировать российскую орбитальную станцию, функционирующую на околоземной орбите[17][18].
- 12 апреля на совещании у Президента РФ В. Путина было объявлено о решении создать собственную орбитальную станцию и отказаться от использования МКС[19]. Ранее, в ходе совещания, проведенного во главе с президентом РАН А. М. Сергеевым, член-корреспондент РАН, летчик-космонавт, первый заместитель гендиректора РКК «Энергия» В. А. Соловьев представил облик орбитальной станции с открытой архитектурой и неограниченным сроком существования за счет заменяемости модулей. Предполагается, что Российская орбитальная служебная станция (РОСС) будет состоять из 3—7 модулей с возможностью работы экипажа от 2 до 4 человек. Она будет способна работать в автономном режиме для снижения расходов на эксплуатацию. Начать развертывать станцию предлагается после 2024 года[20].
- 20 апреля Д. Рогозин сообщил, что научно-энергетический модуль, предназначавшийся для МКС, станет первым модулем новой российской орбитальной станции и будет запущен в 2025 году[21][22]. 21 апреля Рогозин сообщил на общем собрании членов РАН, что Россия приняла решение о самостоятельном строительстве новой орбитальной станции, потому что только в этом случае её можно сделать хорошо (при этом не исключено сотрудничество с другими странами при работе станции)[23].
- 3 июня 2021 года Д. Рогозин сообщил, что эскизное проектирование российской орбитальной служебной станции (РОСС) начнется до конца лета, также в ближайшее время в правительство России будет направлен доклад с дорожной картой создания РОСС[24].
- 30 июня 2021 года РКК «Энергия» опубликовала годовой отчет за 2020 год, в котором говорится, что были рассмотрены четыре разных варианта создания российской орбитальной служебной станции как на базе модулей МКС, так и на основе вновь разрабатываемых модулей на орбитах с различным наклонением[25].
- 31 июля 2021 года состоялось заседание президиума Научно-технического совета (НТС) по вопросу дальнейшей эксплуатации МКС и результатах системного проектирования Российской орбитальной служебной станции (РОСС). В ходе заседания президиума совета были заслушаны доклады и выступления представителей ПАО «РКК „Энергия“», АО «ЦНИИМаш», ФГУП «НПО „Техномаш“», АО «Организация „Агат“», ФГБУ «НИИ ЦПК имени Ю. А. Гагарина», ФГБУН ИКИ РАН и ГНЦ РФ ИМБП РАН. Совет рекомендовал Роскосмосу с целью исключения рисков, обусловленных техническим состоянием РС МКС, и планируемым к 2028 году завершением её эксплуатации, принять решение о начале технической проработки проектного облика новой орбитальной станции РОСС (в составе МКС или как независимой национальной станции), предусмотрев разработку эскизного проекта станции и включения этих работ в ФКП−2025[26].
- 23 августа 2021 года Д. Рогозин сообщил на форуме «Армия-2021», что решение научно-технического совета госкорпорации о создании национальной орбитальной станции 19 августа направлено в правительство[27].
- 30 августа 2021 года генеральный конструктор РКК «Энергия» В. Соловьев сообщил, что предприятие приступило к созданию эскизного проекта Российской орбитальной служебной станции (РОСС), финансирование которого начнется в январе 2022 года. Сейчас создается задел эскизного проекта: ведется работа над техническим заданием, делаются проработки[28]. Российская орбитальная станция должна быть более автономной и сможет, в отличие от МКС, работать без экипажа: для новой станции РКК «Энергия» предлагает более совершенные автономные системы, которые можно было бы полностью выключить на время отсутствия экипажа, что невозможно сделать сейчас (бортовые системы МКС созданы таким образом, что требуют постоянного обслуживания и присмотра). Экипаж должен присутствовать на борту, когда он там действительно нужен, а в его отсутствие системы жизнеобеспечения можно выключить. Расходы на содержание станции при этом становятся на несколько порядков меньше. Помимо автоматизации самой станции, её будет сопровождать «эскадра» свободно летающих научных модулей, которые время от времени будут стыковаться к станции для замены научного оборудования, ремонта, дозаправки и необходимого обслуживания. Именно этими задачами будут заниматься прилетающие на станцию экспедиции. В отсутствие работы на орбите космонавты будут возвращаться на Землю[29].

Проанализировав годы беспрерывного присутствия людей на орбите, мы пришли к выводу, что держать экипаж постоянно на борту экономически невыгодно, потому что люди устают, снижается их отдача. После 100—120 суток экспедиции начинается зона пониженной эффективности работы. Естественно, космонавты начинают уставать. Содержать в космосе людей — достаточно дорогое удовольствие.
Генеральный конструктор РКК «Энергия», руководитель полета российского сегмента МКС В. Соловьев, 31 августа 2021 года.

- 2 сентября 2021 года Д. Рогозин во время марафона «Новое знание» сообщил, что развертывание станции начнется через пять-шесть лет с базового модуля, которым станет НЭМ[31].
- 21 сентября 2021 года по итогам совместного заседания президиума научно-технического совета Роскосмоса и бюро Совета РАН по космосу Роскосмосу было рекомендовано представить в правительство РФ предложения о необходимости разработки РОСС, продолжении эксплуатации российского сегмента МКС на период создания РОСС[32].
- 23 сентября 2021 года Роскосмос на сайте госзакупок опубликовал техническое задание на проект исследований по подготовке к полету на Луну, в котором прописано, что РОСС будет являться частью инфраструктуры для осуществления полетов на Луну[33]. Из материалов следует, что будут разработаны проекты тактико-технических заданий как на саму РОСС, так и на входящие в неё модули: базовый блок (запускается ракетой-носителем «Союз-5»), свободнолетающий, шлюзовой и трансформируемый модули (ракетами «Союз-2»), лабораторный и универсальный узловой модули и модуль-стапель (ракетами «Ангара-А5»). На НИР на разработку требований к РОСС и её семи модулям намечается потратить 1,735 млрд рублей до ноября 2025 года[34].
- 26 ноября 2021 года Д. Рогозин после успешной стыковки модуля «Причал» с МКС сообщил в ЦУПе, что госкорпорация при получении политического согласия на высшем уровне готова начать работы по эскизному проектированию РОСС в 2023 году за счет собственных средств, но с последующей компенсацией затрат. По словам Рогозина, согласие по проекту будет связано не с конкретными параметрами финансирования работ, а с принципиальным решением об их развертывании, поскольку де-факто работы по эскизному проектированию РОСС уже начались[35][36].

### 2022
- 29 марта по итогам встречи Д. Рогозина с представителями экспертного совета было сообщено, что РКК «Энергия» завершит эскизное проектирование станции РОСС в 2022 году; перед «Энергией» поставлена задача обеспечить готовность первого модуля станции (научно-энергетический модуль) в 2025 году[37].
- 8 апреля «Роскосмос» сообщил, что разработка конструкторской документации и создание модулей РОСС начнутся после защиты эскизного проекта. Соответствующее решение было принято на заседании набсовета Роскосмоса[38].
- 29 апреля Д. Рогозин поручил Научно-исследовательскому институту командных приборов (НИИКП) разработать системы ориентации для Российской орбитальной служебной станции[39].
- 5 мая «Роскосмос» и РКК «Энергия» заключили госконтракт стоимостью 2,69 млрд рублей на разработку эскизного проекта российской орбитальной станции (ОКР «Создание космического комплекса российской орбитальной станции»), работы должны быть завершены 31 марта 2024 года. Эскизное проектирование будет вестись в два этапа. Первый подразумевает анализ сценариев развертывания и наклонения целевой орбиты, включая сценарий отстыковки действующих модулей российского сегмента МКС, рассчитана стоимость доставки 1 кг грузов, стоимость развертывания станции начальной конфигурации и перехода космических аппаратов с орбиты станции на окололунную орбиту. Этап должен завершиться к июню 2022 года, результаты изучит Научно-технический совет Роскосмоса. Второй этап продлится до марта 2024 года и включает разработку эскизного проекта и технических заданий варианта орбитальной станции по итогам первого этапа проектирования. Также будет рассмотрено обеспечение станции связью, подготовка космонавтов, средства медобеспечения, возможность функционирования в пилотируемом и беспилотном режимах, использование робототехнических систем и другие вопросы[40].
- 26 мая Совет РАН по космосу и президиум Научно-технического совета Роскосмоса после совместного заседания пришли к выводу, что Российская орбитальная служебная станция должна быть автоматической, участие экипажа потребуется только в доставке и установке оборудования. Станция будет иметь возможность наблюдать за всей планетой[41][42].
- 21 декабря Ю. Борисов сообщил, что планирует в День космонавтики доказать необходимость создания Российской орбитальной станции президенту и правительству. Финансирования и точных сроков ее создания нет. При этом по плану начало формирования станции намечено «на период 2028 года»[43].

### 2023
- 12 апреля президент РФ В. Путин одобрил все предложения Роскосмоса по созданию новой российской орбитальной станции[44].
- 9 июня была завершена разработка эскизного проекта, он был представлен на научно-техническом совете президиума НТС РКК «Энергия» с участием представителей Роскосмоса и предприятий кооперации. Эскизный проект по составу — около 1500 томов электронных документов, включащих проработку всего комплекса: технические комплексы космодромов, стартовые комплексы, наземные средства для управления, медицинское обеспечение, средства подготовки космонавтов, орбитальный комплекс. По факту внутри одного эскизного проекта космического комплекса РОС было разработано более 100 отдельных эскизных проектов на составные части[45].
- В июне 2023 года выпускники художественно-промышленного университета им. С. Г. Строганова представили дизайн внутреннего пространства базового модуля создаваемой Российской орбитальной станции. Работы выполнялись по заказу Роскосмоса и РКК «Энергия». Проект дизайна был направлен космонавтам, которые в настоящий момент находятся на борту МКС. В свою очередь главный специалист РКК «Энергия» Олег Кукин отметил, что материалы студентов вошли в эскизный проект и далее будут использоваться как базис для дальнейшей проработки[46]
- В июле Ю. Борисов предложил коллегам из Египта и Алжира принять полноценное участие в проекте создания Российской орбитальной станции в виде строительства национальных модулей[47].
- 28 июля Ю. Борисов сообщил, что РКК «Энергия» направила эскизный проект РОС на экспертизу в головную научно-исследовательскую организацию (ГНИО) Роскосмоса; в августе эскизному проекту предстоит пройти защиту[48].
- 14 августа 2023 года генеральный директор Центра им. Хруничева А. Г. Варочко сообщил, что предприятие разработало эскизный проект адаптации ракеты-носителя «Ангара» под запуски модулей Российской орбитальной станции[49].

### 2024
- 20 марта Правительство РФ утвердило паспорт федерального проекта «Создание космического комплекса Российской орбитальной станции» общей стоимостью 608,9 млрд руб[50][51].
- 2 апреля Роскосмос утвердил эскизный проект Российской орбитальной станции[52]. Ключевые особенности: модульная архитектура орбитальной станции и полярная орбита.
- 2 июля Ю. Борисов утвердил генеральный график создания РОС[53][54]. По сообщению Роскосмоса, согласно графику развертывание Российской орбитальной станции начнется в 2027 году с запуска научно-энергетического модуля. К 2030 году будет создано ядро станции из четырех модулей: базового, энергетического, универсального узлового, шлюзового. До 2033 станцию планируется расширить двумя целевыми модулями. Общий бюджет проекта, согласно данным Роскосмоса, составляет 608,9 млрд рублей.

### 2025
- 28 января генеральный конструктор РКК «Энергия» В. Соловьёв сообщил, что научно-энергетический модуль, с которого начнётся строительство Российской орбитальной станции (РОС), планируется запустить в декабре 2027 года.[55]
- ТТК «Орёл» в рамках испытаний четыре раза сбросят с вертолёта в 2027 году, в 2026 году — отстрелят от стоящей на стартовом столе ракеты[56].
- 6 июня 2025 года "Роскосмос" заказал Центру Хруничева первые три ракеты "Ангара-А5М" для запуска модулей Российской орбитальной станции (РОС), модернизированная версия сможет выводить на орбиту космические аппараты до 27 тонн, в то время как обычная "Ангара-А5" может доставлять в космос только 24 тонны.[57]

### Ожидаемые события
2026 год — доработка летного изделия НЭМ.
Август 2027 года — испытательный запуск РКН Ангара А5М. В октябре поставка НЭМ (научно-энергетический модуль) на космодром для запуска. В декабре 2027 года ожидается запуск на орбиту НЭМ (научно-энергетический модуль) РКН Ангара-А5М.
2028 год — ожидается запуск трёх ТК «Прогресс-РОС» РН Союз 2.1б. Один запуск ПТК «Орёл» в беспилотном режиме в марте 2028 года и 2 запуска ПТК «Орёл» в пилотируемом режиме РКН Ангара А5М в июле — сентябре и октябре соответственно. Вывод на орбиту и пристыковка к станции УУМ (универсально-узловой модуль) и ШМ (шлюзовой модуль). УУМ и ШМ будут поставлены на космодром в феврале 2028 года. УУМ и ШМ будут выводиться на орбиту РКН Ангара А5М в июне 2028 года.
2029 год — ожидается запуск четырех ТК «Прогресс-РОС» РКН Союз 2.1б. Запуск одного ПТК Орёл РКН Ангара А5М. Вывод на орбиту БМ (базового модуля) в октябре 2029 года.
2030 год — запуск трёх ТК «Прогресс-РОС» РКН Союз 2.1б. Запуск двух ПТК «Орёл» РКН Ангара А5М.
2031 год — запуск трёх ТК «Прогресс-РОС» РКН Союз 2.1б. Запуск одного ПТК «Орёл» РКН Ангара А5М.
2032 год — запуск трёх ТК «Прогресс-РОС» РКН Союз 2.1б. Запуск двух ПТК «Орёл» РКН Ангара А5М. Вывод на орбиту ЦМ-1 (целевой модуль-1) и ЦМ-2 (целевой модуль-2) двумя РКН Ангара А5М в апреле и в декабре 2032 года соответственно.
2033 год — запуск трёх ТК «Прогресс-РОС» РКН Союз 2.1б. Запуск одного ПТК «Орёл» РКН Ангара А5М.

## Модули станции
В опубликованном Роскосмосом 23 сентября 2021 года на сайте госзакупок техническом задании на проект исследований по подготовке к полёту на Луну прописано, что РОСС будет включать семь модулей и центрифугу: модуль-стапель, универсальный узловой модуль, лабораторный модуль, свободнолетающий модуль, трансформируемый модуль, базовый блок, шлюзовой модуль, центрифуга с коротким радиусом.

### Первый этап развертывания (2027—2030)
В конце июля 2022 года генеральный конструктор РКК «Энергия» В. Соловьёв сообщил, что первый экипаж на РОСС можно будет отправить в 2028 году на ракете-носителе «Союз-2.1б», уже после стыковки НЭМ с базовым и шлюзовым модулями. Космонавты во время первой миссии расконсервируют станцию и начнут эксперименты. По возвращении экипажа на Землю РОСС будет работать в автоматическом режиме. Затем к станции должен прибыть базовый модуль такого же типоразмера, что и НЭМ. Экипажи будут посещать РОСС два раза в год, грузы будут доставляться грузовыми кораблями серии «Прогресс», запускаемыми ракетами-носителями «Союз-2.1б».
Все модули будут запускаться с космодрома Восточный.
- Научно-энергетический модуль — первый модуль новой станции, изначально был рассчитан на эксплуатацию в составе МКС. Запуск к РОСС изначально предполагался в конце 2025 года[62] или в 2027 году[63], но в июле 2022 года генеральный конструктор РКК «Энергия» В. Соловьев сообщил, что если решение о строительстве РОСС будет принято до конца года, то первый этап начнется в 2028 году[64]. Рабочая масса ~ 22 000 кг. Будет запущен с помощью ракеты-носителя «Ангара-А5М».
- Узловой модуль («Ядро») — второй модуль, оснащен шестью стыковочными узлами. Аналог модуля «Причал» на РС МКС Рабочая масса — менее 6000 кг. Будет запущен ракетой-носителем «Ангара-А5М». Разработчики сделают центральный модуль РОС («ядро») максимально простым, чтобы пристыкованные к нему сегменты можно было менять, но необходимости в обновлении самого «ядра» не было (срок работы РОС должен составить 50 лет)[65].
- Шлюзовой модуль — предназначен для выхода экипажа в открытый космос; стартовая масса составит 4,65 т, срок эксплуатации оценивается в 15 лет. Будет запущен ракетой-носителем «Ангара-А5М».
- Базовый модуль — запуск в 2028 году[66] ракетой-носителем «Союз-5»; на базовом модуле, вероятнее всего, как и на НЭМ, будут установлены две каюты и туалет для космонавтов. Это позволит создать комфортные условия для экипажа из четырех человек.

Основные характеристики станции на первом этапе развертывания
- Масса — 55 т.
- Объём гермоотсеков — 217 м³.
- Объём для целевого оборудования — 19 м³.
- Электроэнергия для целевого оборудования — 55 кВт.
- Количество внешних рабочих мест — 24.
- Хранение топлива АТ + НДМГ — 3,9 т.
- Информационный обмен с Землей — до 105 Мбит/с.
- Экипаж — 4 чел.
- Кораблей посещения в год (пилотируемых / грузовых) — 2 / 1—2.

### Второй этап развертывания (2031—2033)[54][67]
В 2030 году начнется второй этап развертывания РОСС, к ней будут присоединены целевой и производственный модули. К концу второго этапа масса станции достигнет примерно 122 т, а гермообъем — 505 м³, и по этим показателям она существенно превысит российский сегмент МКС. Модули будут запускаться с космодромов Плесецк и Восточный.
Состав модулей
- Целевой модуль.
- Целевой производственный модуль.
- Платформа обслуживания космических аппаратов с выносным стапелем, на котором можно будет парковать разного рода автоматические аппараты, спутники. Здесь будет проходить их ремонт, заправка, юстировка полезной нагрузки, а затем они снова будут отправляться на свои орбиты.

Основные характеристики станции на втором этапе развертывания
- Объём гермоотсеков — 505 м³.
- Объём для целевого оборудования — 49 м³.
- Электроэнергия для целевого оборудования — 55 кВт.
- Количество внешних рабочих мест — 48.
- Хранение топлива АТ + НДМГ — 9,1 т.
- Информационный обмен с Землей — до 300 Мбит/с.
- Экипаж — 2—4 чел.
- Кораблей посещения в год (пилотируемых/грузовых) — 1—2 / 1—3.

### Туристический модуль
2 августа 2021 года Д. Рогозин во время заседания Научно-технического совета Роскосмоса по архитектуре будущей РОС предложил создать специальный модуль для посещения её туристами, поскольку госкорпорация не планирует заниматься суборбитальными полетами, как американские миллиардеры.

### Медицинский модуль
5 октября 2021 года Д. Рогозин сообщил, что в состав станции может быть включен медицинский модуль, использующий робототехнические решения.

### Модуль с центрифугой короткого радиуса
В случае создания модуля с центрифугой короткого радиуса (ЦКР) впервые в истории российской и, возможно, мировой космонавтики могут быть отработаны вопросы искусственной гравитации. Использование искусственной гравитации с применением ЦКР должно оказаться эффективным элементом системы профилактики в условиях межпланетных полетов и планетных баз. Этот проект в предварительном плане проработан специалистами РКК «Энергия» и ИМБП РАН и получил принципиальную поддержку на государственном уровне. Но по состоянию на 2022 год проектно-конструкторские работы не финансируются.
В апреле 2023 года ведущий научный сотрудник, заведующая лабораторией физиологии ускорения и искусственной силы тяжести ИМБП РАН М. И. Колотева сообщила, что ЦКР планируется завершить к 2030 году. Проект центрифуги короткого радиуса действия пока не утвержден, работа сейчас проводится в рамках гособоронзаказа. Это первый год, когда работа была серьезно[неизвестный термин] начата. Вопрос транспортировки центрифуги на орбиту остается открытым: либо она будет доставлена сразу в составе модуля как некая полноценная установка, либо будет собираться уже на орбите космонавтами.

### Модуль с панорамным обзором Земли
В июне 2023 года РКК «Энергия» сообщила, что на сегодняшний день проект Российской орбитальной станции не предполагает создание модуля с панорамным обзором Земли, так как все закладываемые ресурсы модулей будут использованы для установки целевой аппаратуры.

### Модули из первоначальных планов
- Трансформируемый модуль, по возможностям напоминающий наработки по надувным модулям компании «Bigelow Aerospace», однако имеющий большую функциональность и обладающей большей прочностью к микростолкновениям с обломками космического мусора и метеоритов. Стартовая масса 4,75 т[72], трансформируемый модуль должен стать основной жилой частью станции, его запуск планируют осуществить на носителе «Ангара-А5» или «Ангара-А5В».
- Экспериментальный трансформируемый модуль — будет создаваться на основе задела по корпусам модулей МКС,будет занимать объём 30 м³, после выведения его эластичная оболочка будет надуваться до 100 м³, стартовая масса составит 4,75 т, срок эксплуатации оценивается в 5 лет.

Прежним проектом ФКП, разработанным в 2014 году, запуск трансформируемого модуля планировался на 2021 год, энергетического модуля — на 2025 год. Кроме того, предполагалось, что новая орбитальная станция получит модуль-лабораторию «ОКА-Т-2», узловой модернизированный модуль (УММ), модуль-стапель (МС).

### Модули РС МКС
22 августа 2022 года директор ИМБП РАН О. И. Орлов сообщил, что самые новые модули РС МКС «Наука» и «Причал» не будут переноситься в РОСС не только потому, что их перенос на высокоширотную орбиту невозможен технически. Создание РОСС из модулей РС МКС приведет к перекрестному переносу микрофлоры модулей на новые модули РОСС, к появлению на РОСС потенциально патогенных бактерий медицинского значения и бактерий-грибов — биодеструкторов (технофилов), участвующих в процессах разрушения материалов. В результате естественные процессы будут существенно ускорены. Анализ результатов микробиологического мониторинга среды обитания модулей РС МКС, проводимого в рамках штатных операций медицинского контроля, свидетельствует, что в 65 % проанализированных проб последних экспедиций были обнаружены микроорганизмы в количествах, превышающих нормативные требования. Среди них были идентифицированы виды, имеющие медицинское значение и способные при иммунодефиците организма человека вызывать аллергические реакции и заболевания мягких тканей и верхних дыхательных путей.

## Экипаж
Первый целенаправленный отбор космонавтов для полётов на РОС был запланирован к проведению в 2023—2024 годах. Экипаж РОС на начальном этапе должен был состоять из двух космонавтов, это означает, что на РОС каждый член экипажа будет иметь более широкий набор обязанностей и областей ответственности, чем на МКС.
12 апреля 2023 года заместитель генерального конструктора РКК «Энергия», главный конструктор Российской орбитальной станции В. Е. Кожевников сообщил, что станция сможет принять и обеспечить всем необходимым до шести человек. Однако уровень автоматизации систем не потребует постоянного присутствия на борту более двух космонавтов. На начальном этапе экспедиции планируются длительностью около 240 дней, дальше — в формате посещения в зависимости от конкретных задач. На этапе развёртывания космонавты будут находиться на борту постоянно, так как потребуется выполнять очень большой объём работ. В связи с этим будет оборудовано две каюты.
После этапа развёртывания станция может стать посещаемой. В отличие от МКС, консервация которой очень трудозатратна, консервация и расконсервация РОС может занимать одни сутки. На будущих целевых модулях возможно будет разместить ещё дополнительные каюты, в том числе, например, для космических туристов.

### Программа подготовки космонавтов
Программа, по которой космонавты будут готовиться к полётам на перспективную Российскую орбитальную станцию, планировалась к разработке в Центре подготовки космонавтов к 2025 году и будет включать 12—15 видов подготовки. Подготовка к полётам на РОС будет основываться на накопленном опыте; в целом, процесс будет похож на тренировки перед отправкой на МКС.

## Транспортное обеспечение станции
Первый этап развертывания — «Прогресс-РОС» (сначала с Байконура, затем с Восточного) и Ангара-А5М (корабли серии «Союз» не будут использоваться). Космодромы — Байконур и Восточный.
Второй этап развертывания — «Орёл» и РН «Ангара-А5М», космодром — Восточный.
23 апреля 2021 года исполнительный директор госкорпорации по перспективным программам и науке «Роскосмоса» А. В. Блошенко сообщил, что пилотируемые полеты из Плесецка не планируются, так как это военный космодром.
23 апреля 2021 года генеральный конструктор РКК «Энергия» В. Соловьёв сообщил, что в случае запуска первого модуля станции (НЭМ) в 2025 году первая пилотируемая миссия состоится в 2026 году.
26 июля 2022 года генеральный конструктор РКК «Энергия» В. Соловьёв сообщил, что полеты к РОСС потребуют перехода на ракету «Союз-2.1б». Ракета-носитель «Союз-2.1б» из-за перехода на новое наклонение орбиты обеспечит на новом наклонении почти ту же выводимую массу, что и «Союз-2.1а» на прежнем наклонении МКС в 51,6°. Корабль «Союз» сможет летать на высокоширотную РОСС в трёхместном варианте.
12 апреля 2023 года заместитель генерального конструктора РКК «Энергия» В. Кожевников сообщил, что транспортно-техническое обеспечение Российской орбитальной станции предусматривает создание космического грузовика «Прогресс-РОС».

## Наземные станции управления
Вследствие выбора нетипично высокой орбиты для РОС, для ее сопровождения потребуется построить шесть новых наземных станций в северных районах страны — в Тикси, Норильске, на Камчатке.

## Параметры орбиты
Нами была проанализирована текущая ситуация и мы пришли к выводу, что наклонение станции в 51° себя полностью исчерпало с точки зрения целесообразности и научной новизны проводимых работ. Станция — это прежде всего лаборатория для проведения прикладных и фундаментальных работ, для накопления новых знаний, изучения дальнего космоса, площадка для отработки целевого оборудования для космических аппаратов. Выслушав предложения наших институтов, в частности РКК «Энергии», мы согласились с изменением концепции станции — переходом на другое наклонение в 97—98°.
Исполнительный директор Роскосмоса по перспективным программам и науке Александр Блошенко 23 апреля 2021 года.

Высота орбиты станции — от 300 до 350 км.
Станция будет летать на солнечно-синхронной орбите — наклонением 97° к экватору (против 51,6° у МКС), на которой её солнечные батареи будут всегда освещены, а запуски будет возможно проводить с трех космодромов — Байконур, Восточный и «Плесецк». Орбита российской станции позволит каждые 1,5 часа видеть Арктику, а любую точку планеты — раз в двое суток. В этой связи обращенную к Земле часть станции планируется оснастить системами наблюдения в различных спектрах — от оптического до радиолокационного, а противоположную сторону — аппаратурой для мониторинга космического пространства.
Вследствие большого наклонения орбиты станции, грузоподъемность тяжелой ракеты снизится на 4—5 т.

## Отличия РОС от «Салюта», «Мира» и РС МКС
Наклон орбиты новой станции будет составлять 97°. Станция будет создаваться с применением новых материалов и сплавов, а также аддитивных технологий, в том числе для изготовления сложных металлических деталей конструкции модулей. Планируется размещение на станции 3D-принтера для печати из пластика необходимых деталей приборов и интерьера. Предусматривается создание робототехнических средств, которых в отечественной космонавтике никогда не было.
Модули РОС будут «одеты» в своеобразную многослойную броню — противометеороидные экраны.
Планируется восстановить утраченные технологии, которые не использовались при строительстве РС МКС — силовые гироскопические комплексы, высокомощное энергопитание.

## Применение
На станции планируется отработка методик контроля ледовой и экологической обстановки, оперативного мониторинга ионосферы, климатических и микрофизических процессов, оптических регистраций возмущений в атмосфере Земли, измерения характеристик магнитного поля Земли и других задач. Платформа обслуживания космических аппаратов, которая будет установлена на новой Российской орбитальной станции, позволит не только дооснащать и ремонтировать спутники, но и дозаправлять их.
21 апреля 2021 года президент РАН А. М. Сергеев сообщил, что академия и «Роскосмос» обсуждают научную программу для новой российской космической орбитальной станции. На новой станции можно будет проводить обширные научные исследования. В частности, по изучению дальнего космоса и по проектам дистанционного зондирования Земли. Также Сергеев считает, что новая станция должна быть роботизирована, а также автономно управляться искусственным интеллектом.
21 апреля 2021 года генеральный конструктор РКК «Энергия» В. Соловьёв сообщил, что основными задачами российской орбитальной станции станут наблюдение территории РФ и медико-физиологические эксперименты в районах с наименьшей защищенностью от агрессивной космической среды.
10 июня 2021 года президент РАН А. М. Сергеев сообщил, что РОС должна выполнять универсальные задачи от научных исследований до ремонта и сборки космических аппаратов для полетов в дальний космос.
13 января 2022 года в презентации Д. Рогозина были перечислены цели создания РОС и её преимущества: работа в интересах национальной обороны и безопасности, использование для сборки межпланетного экспедиционного комплекса, хранение и обслуживание космических аппаратов, трансформируемая модульная архитектура, увеличенный срок службы, возможность реконфигурации, автономная научная лаборатория, универсальные рабочие места снаружи и внутри станции, коммерческий сегмент.
25 января 2022 года начальник отдела баллистики РКК «Энергия» Р. Муртазин на XLVI Академических чтениях по космонавтике памяти С. П. Королёва сообщил, что дополнительной задачей РОС будет использование для разработки технологий в интересах лунной программы.
26 июля 2022 года генеральный конструктор РКК «Энергия» В. Соловьев сообщил, что при политической воле и достаточном финансировании РОС можно будет использовать в качестве базы для сборки лунного или марсианского комплекса. С помощью РОС можно реализовать эффективные двухпусковые схемы, когда экипаж дожидается на станции прибытия разгонного блока для выполнения отлётного импульса к Луне. В этом случае РОС становится своеобразным космопортом. Такие схемы позволяют снизить необходимую грузоподъемность ракет и перейти с дорогостоящих носителей сверхтяжёлого класса на более доступные ракеты тяжёлого класса.
В ноябре 2022 года директор ИМБП РАН О. Орлов сообщил, что медико-биологические исследования на борту РОС будут нацелены на межпланетные перелёты, это потребует постоянного присутствия экипажа на орбите.

## Оценки проекта
Академик Российской академии космонавтики имени К. Э. Циолковского И. Маринин сообщил о проекте, что «это реально, достаточно дёшево», но «вопрос в другом — нужна ли нам такая станция». Подобного мнения придерживается и член-корреспондент этой же академии Андрей Ионин; ранее он выразил мнение, что несмотря на имеющийся технический задел, создание Россией собственной космической станции не имеет практической цели и приведет лишь к неоправданным расходам.
Президент России В. Путин заявил, что проект создания национальной орбитальной космической станции очень важен для народного хозяйства.
28 ноября 2018 года директор ИКИ РАН, член-корреспондент РАН А. Петрукович высказал мнение, согласно которому идея создания окололунной станции выглядит непривлекательно из-за высокого уровня радиации у Луны для работы там длительных экспедиций и отсутствия для станции большого количества научных задач.

## Оценка стоимости создания и финансирование разработки
- 18 апреля 2021 года сообщалось, что создание национальной станции может стоить в общей сложности 5—6 млрд долларов до 2030 года[101].
- 21 апреля 2021 года Д. Рогозин сообщил, что поддержание российского сегмента МКС потребует примерно тех же самых средств, что и необходимо будет с 2025 года на развертывание отдельной национальной российской орбитальной станции[102].
- 28 августа 2022 года Ю. Борисов сообщил, что объем необходимого финансирования, а также сроки развертывания РОС будут понятны после завершения ее эскизного проектирования — в конце 2023 года[103].
- 23 октября 2022 года вице-премьер России Д. Мантуров сообщил, что предварительная стоимость создания Российской орбитальной станции уже определена, однако называть ее не планируется до готовности эскизного проекта (вторая половина 2023 года)[104].
- 14 ноября 2022 года исполнительный директор Роскосмоса по пилотируемым космическим программам С. К. Крикалев сообщил, что в настоящее время определяется стоимость проекта создания РОСС и порядок ее развертывания[105].
- 10 апреля 2023 года первый замгендиректора Роскосмоса А. Ф. Ельчанинов сообщил, что стоимость создания РОС будет определена по окончании эскизного проектирования в конце 2023 года. Однако, по предварительным оценкам, сумма составит от 300 до 600 млрд рублей (сумма со всеми кораблями и инфраструктурой). Первый этап строительства, оцениваемый в 350 млрд рублей, позволит создать станцию, на которую будут прилетать и работать экипажи на космических кораблях. Создание полного облика РОС оценивается в более чем 600 млрд рублей (сумма не окончательная). При этом, для сравнения, среднегодовая стоимость эксплуатации (без учёта стоимости создания) российского сегмента МКС с учетом создания ракет-носителей и запусков составляет порядка 35 млрд руб[106].
- 12 апреля 2023 года заместитель генерального конструктора РКК «Энергия» В. Кожевников сообщил, что станция будет стоить гораздо дешевле, чем 100 аппаратов ДЗЗ.
- 27 октября 2023 года Ю. Борисов сообщил, что создание РОС до 2032 года оценивается примерно в 609 млрд рублей, а в первые три года создания станции — 2024—2026 годы — потребуется 150 млрд рублей. На создание модулей Станции будет тратиться чуть меньше половины, остальные — на развитие наземной космической инфраструктуры, подготовку космодрома Восточный, подготовку ракет-носителей[107].